# La doppia vita di Mahowny
La doppia vita di Mahowny (Owning Mahowny) è un film del 2003 diretto da Richard Kwietniowski e interpretato da Philip Seymour Hoffman, Minnie Driver, John Hurt e Maury Chaykin.
Tratto dal romanzo Stung: The Incredible Obsession of Brian Molony di Gary Stephen Ross, che a sua volta narra di una colossale frode bancaria avvenuta in Canada negli anni ottanta, è stato proiettato al Sundance Film Festival, al Festival di Berlino nella sezione Panorama, e al Festival di Cannes.
A causa della somiglianza con il nome del Primo Ministro canadese al tempo in cui si svolsero i fatti (Brian Mulroney), quello del personaggio a cui il film si ispira è stato cambiato da Brian Molony in Dan Mahowny.
Nel film compaiono in ruoli minori due future star televisive: Sandra Oh (Grey's Anatomy) e Demetrius Joyette (The Latest Buzz, Wingin' It).

## Trama
Toronto, 1982. Dan Mahowny è un semplice impiegato di banca che riesce a fare carriera e diventare in breve tempo assistente del direttore. La cosa gli permette di accedere senza problemi alla gestione dei conti della filiale e tutti si fidano di lui. Ma nessuno, compresa la sua fidanzata Belinda, sa che Dan è anche un giocatore d'azzardo compulsivo e che ogni settimana si reca in un casinò di Atlantic City dove spende i soldi racimolati dai conti dei clienti. La verità inizia a venire a galla quando la polizia comincia a indagare sul suo allibratore, Frank Perlin.

## Distribuzione
Dopo l'anteprima del 23 gennaio 2003 al Sundance Film Festival e la proiezione al Festival di Berlino nel mese di febbraio, il film è stato distribuito negli Stati Uniti a partire dal 2 maggio in un numero limitato di sale.
In seguito è stato mostrato al Festival di Cannes (15 maggio), al Commonwealth Film Festival (6 giugno), al Festival internazionale del cinema di Karlovy Vary (7 luglio), all'Oslo International Film Festival (24 novembre) e all'International Istanbul Film Festival (9 ottobre 2004).
In alcuni Paesi, tra cui Svezia, Finlandia e Messico, è uscito direttamente in DVD tra il 2004 e il 2005.

### Date di uscita
- USA (Owning Mahowny) - 2 maggio 2003
- Argentina (Owning Mahowny) - 25 settembre 2003
- Australia (Owning Mahowny) - 1º luglio 2004
- Polonia (Hazardzista) - 6 agosto 2004
- Germania (Owning Mahowny) - 7 ottobre 2004

## Accoglienza

### Incassi
Negli Stati Uniti il film ha incassato complessivamente poco più di 1 milione di dollari, a fronte di un budget di circa 10 milioni.

### Critica
Il sito Metacritic assegna al film un punteggio di 70 su 100 basato su 29 recensioni, mentre il sito Rotten Tomatoes riporta il 79% di recensioni professionali con un giudizio positivo, con un voto medio di 7 su 10.
Il film ha ottenuto recensioni discordanti sulla stampa, anche se quasi sempre è stata elogiata la performance di Philip Seymour Hoffman nel ruolo del protagonista. Il critico Roger Ebert l'ha definita «un capolavoro di disciplina e di precisione. Ci sono stati molti buoni film sul gioco d'azzardo, ma mai uno che mostrasse in modo così onesto il giocatore all'opera».
Secondo Ann Hornaday del Washington Post, Kwietniowski è riuscito «a creare un racconto sorprendentemente avvincente e ricco di suspense senza ricorrere a trucchi, melodramma o inganni», Steven Rea del Philadelphia Inquirer ha definito il film «una riflessione sobria ma affascinante sulla dipendenza e l'avidità», e Mick LaSalle ha scritto sul San Francisco Gate: «La storia ha i suoi momenti di tensione, ma è lo studio del personaggio che tiene gli occhi incollati».
Meno positivo il giudizio di Kevin Thomas del Los Angeles Times, secondo cui il film «rischia di scivolare nella freddezza del duro mondo che descrive», così come David Rooney della rivista Variety che evidenzia le "performance imponenti" di Hoffman e John Hurt ma ritiene il film «triste e distratto quanto il suo protagonista, una delusione per il regista Richard Kwietniowski». Secondo Elvis Mitchell del New York Times la storia «manca della cattiveria del precedente Amore e morte a Long Island. In alcuni casi le virtù normalmente desiderabili di modestia e distacco remano contro il film, facendolo apparire un esercizio di inutilità».
Jack Mathews del Daily News ha invece criticato la prova di Hoffman, «un buon attore prigioniero della routine, lavora su una serie di personaggi socialmente alienati che sono variazioni dello stesso tema. Il che è un peccato, perché la storia raccontata intorno alla sua statica presenza è meravigliosa».

## Riconoscimenti
- 2003 - Durban International Film Festival

Miglior attore a Philip Seymour Hoffman
- 2004 - Chlotrudis Awards

Miglior attore a Philip Seymour Hoffman
- 2004 - Genie Awards

Nomination Miglior film a Andras Hamori, Alessandro Camon e Seaton McLean
Miglior attore protagonista a Philip Seymour Hoffman
Miglior sceneggiatura non originale
Miglior colonna sonora a Richard Grassby-Lewis e Jon Hassell
- 2004 - Vancouver Film Critics Circle

Miglior attore canadese a Philip Seymour Hoffman
2º posto come Miglior film canadese

## Colonna sonora
La colonna sonora, composta ed eseguita da Richard Grassby-Lewis & The Insects insieme al trombettista e compositore statunitense Jon Hassell, è stata pubblicata nel 2003 dalla 2ndsight Records insieme a quella del corto Flames Of Passion, diretto sempre da Kwietniowski nel 1989.